# Sam Hodgson
Samuel Hodgson (21 tháng 1 năm 1919 – 2000) là một cầu thủ bóng đá người Anh từng thi đấu ở vị trí wing half.